# 1-es busz (Baracska)
A baracskai 1-es jelzésű autóbusz a Vasúti megállóhely és a Sportpálya között közlekedett, a község egyetlen helyi autóbuszjárataként. A viszonylatot a Volánbusz üzemeltette.

## Megállóhelyei
| 0 | Vasúti megállóhely végállomás | 8 | 702, 8013 S30 Z30 S34 S35 S36 G43 |
| 2 | Alcsútdobozi útelágazás       | 6 | 702, 769                          |
| 4 | Kossuth Lajos utca            | 4 | 702, 749, 769                     |
| 6 | Községháza                    | 2 | 769                               |
| 8 | Sportpálya végállomás         | 0 | 769                               |